# Черемыкинская Школа
Черемыкинская Школа — посёлок в Кипенском сельском поселении Ломоносовского района Ленинградской области, к югу от деревни Черемыкино.

## История

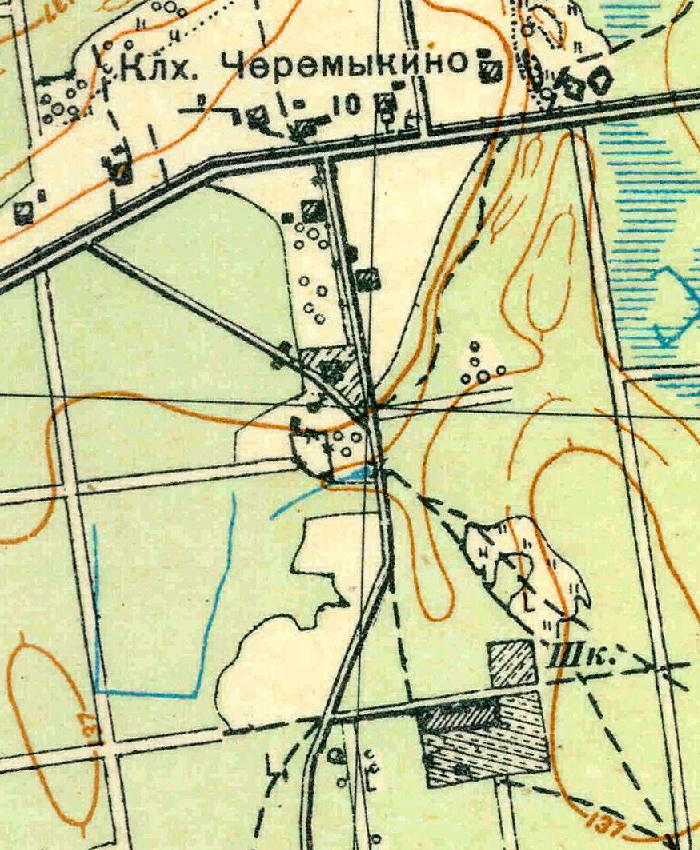
План деревни Черемыкино. 1931 год

Согласно топографической карте 1931 года к югу от деревни Черемыкино на месте современного посёлка находилась школа.
По данным 1966 года посёлок Черемыкинская Школа в составе Ломоносовского района не значился.
По данным 1973 и 1990 годов посёлок Черемыкинская Школа входил в состав Кипенского сельсовета.
В 1997 году в посёлке Черемыкинская Школа Кипенской волости проживали 10 человек, в 2002 году — 9 человек (русские — 89 %).
В 2007 году в посёлке Черемыкинская Школа Кипенского СП, также 9 человек.

## География
Посёлок расположен в южной части района, к западу от административного центра поселения деревни Кипень, смежно с деревней Черемыкино на пересечении автодорог А180 (E 20) «Нарва» и А120 (Санкт-Петербургское южное полукольцо).
Расстояние до административного центра поселения — 13 км.

## Демография
| 2002 | 2007 | 2010 | 2017 |
| ---- | ---- | ---- | ---- |
| 9    | →9   | ↗26  | ↘7   |

## Достопримечательности
- Охотничий домик герцога Г. Г. Мекленбург-Стрелицкого (в советское время — Черемыкинская школа-интернат, по которой назван посёлок).